# Jonzac
Jonzac (saintonško Jhonzat) je zdraviliško naselje in občina v zahodni francoski regiji Poitou-Charentes, podprefektura departmaja Charente-Maritime. Leta 2007 je naselje imelo 3.511 prebivalcev.

## Geografija
Kraj leži v pokrajini Saintonge ob reki Seugne, 48 km jugovzhodno od njenega središča Saintes.

## Uprava
Jonzac je sedež istoimenskega kantona, v katerega so poleg njegove vključene še občine Agudelle, Champagnac, Chaunac, Fontaines-d'Ozillac, Guitinières, Léoville, Lussac, Meux, Moings, Mortiers, Ozillac, Réaux, Saint-Germain-de-Lusignan, Saint-Martial-de-Vitaterne, Saint-Maurice-de-Tavernole, Saint-Médard, Saint-Simon-de-Bordes, Vibrac in Villexavier z 9.994 prebivalci.
Naselje je tudi sedež okrožja, sestavljenega iz kantonov Archiac, Jonzac, Mirambeau, Montendre, Montguyon, Montlieu-la-Garde in Saint-Genis-de-Saintonge z 51.675 prebivalci.

## Zanimivosti
- cerkev sv. Gervazija in Protazija iz 10. stoletja, prenovljena v 16. stoletju,
- grad Château de Jonzac iz 16. do 17. stoletja, francoski zgodovinski spomenik od leta 1913.